# Sitar
Een sitar is een snaarinstrument uit Noord-India met een zeer typerende klank. Het instrument heeft behalve vier melodiesnaren en drie ritmesnaren (chikari), ook elf tot veertien resonantiesnaren (tarafs). De resonantiesnaren worden gestemd in de toonladder van de betreffende raga. De sitar komt traditioneel uit de Hindoestaanse muziek van Noord-India en is waarschijnlijk ontstaan vanuit twee instrumenten: de Perzische Seh-tar en de Noord-Indiase Rudra Veena. De typerende klank wordt veroorzaakt door de brede, iets convex geslepen bruggen van ivoor of kameelbeen. Hierdoor lopen zowel de hoofd- als de resonantiesnaren tegen de brug aan waardoor het boventonenspectrum wordt veroorzaakt.  
Het instrument kreeg in de jaren zestig bekendheid in het Westen door de vele optredens van Ravi Shankar, zoals tijdens het bekende Bangladesh concert in Amerika. Daarnaast gebruikten The Beatles en andere popgroepen het instrument een aantal malen in hun nummers.
De beroemdste sitarspeler in het westen was Ravi Shankar. Hij speelde onder andere op het Monterey Pop Festival in 1967. Onder andere hierdoor werd muziek uit India in het algemeen en sitarmuziek in het bijzonder bij het grote publiek bekend. Tot op de dag van vandaag vinden in veel westerse landen regelmatig sitarconcerten plaats en wordt er les gegeven in Indiase muziek. 

## Taalverwarring
Een zither, ook wel citer genoemd, is een ander snaarinstrument.